# Gundi Gompf
Adelgunde „Gundi“ Gompf (* 1940; † 2013) war eine deutsche Anglistin und Hochschullehrerin. Sie hatte von 1976 bis 2005 eine Professur für Didaktik der englischen Sprache und Literatur am Institut für England- & Amerikastudien der Goethe-Universität Frankfurt am Main inne. Besonders hat sie sich um das frühe Fremdsprachenlernen in Deutschland und Europa verdient gemacht. Hierfür erhielt sie 1992 den Preis Frauen Europas und 1999 das Bundesverdienstkreuz am Bande.

## Leben und Wirken
Adelgunde Gompf absolvierte zunächst ein Lehramtsstudium für Grund-, Haupt- und Realschulen, das sie mit den beiden Staatsexamen (1963/65) und einer Zusatzprüfung im Fach Geschichte (1966) abschloss. Sie wurde als Lehrerin an der Goetheschule Offenbach tätig und begann 1966 auf Anregung des Direktors, Englisch ab dem 3. Schuljahr zu unterrichten – ohne Hausaufgaben und Zeugnisnoten. Nachdem das Hessische Kultusministerium (HKM) von diesem „heimlichen“ Schulexperiment erfahren und den Unterricht begutachtet hatte, startete es einen umfangreichen Modellversuch und beauftragte Gompf mit der wissenschaftlichen Begleitung (1969–84).
Das HKM stellte Gompf 1969 für die Aufgabe frei, am Deutschen Institut für Internationale Pädagogische Forschung (DIPF) den Stand über in- und ausländische Schulversuche mit Englisch ab dem 3. Schuljahr in Erfahrung zu bringen. Die Ergebnisse dieser Recherchen wurden 1971 veröffentlicht. Im Jahr 1970 wechselte Gompf im Auftrag des HKM an die Goethe-Universität Frankfurt am Main, um neue Studiengänge für Fremdsprachenlehrer mit Grundschulbezug zu entwickeln. Diese Studiengänge nahmen sich andere deutsche Universitäten und Hochschulen Mitte der 1970er Jahre zum Vorbild.
Nach erfolgreichem Aufbaustudium promovierte Gompf im Jahr 1974 bei Helmut Viebrock und Walter Schulze am Fachbereich Neuere Philologien der Goethe-Universität Frankfurt. Im Jahr 1976 wurde sie auf die Professur für „Didaktik der Englischen Sprache und Literatur“, ebenfalls an der Goethe-Universität, berufen. Diese Tätigkeit in Lehre und Forschung nahm sie bis zu ihrer Emeritierung im Jahr 2005 wahr.
Im April 1989 gründete Gompf im Hessischen Landtag in Wiesbaden den gemeinnützigen Verein „Kinder lernen europäische Sprachen (KLES) e. V.“. Ziel des Vereins war es, den Fremdsprachenunterricht an Grundschulen in Deutschland zu fördern und einzufordern. Damit wurde auch die Verbesserung der Sprachkenntnisse und somit der Berufsperspektiven aller Schülerinnen und Schüler, unabhängig von der Art der weiterführenden Schule, angestrebt. Der Verein löste sich zum Jahresende 2007 auf, nachdem man sein Nahziel erreicht sah: Bereits im Mai 1994 hatte die Kultusministerkonferenz allen Bundesländern die Einführung des Fremdsprachenunterrichts ab dem 3. Schuljahr empfohlen, was in den folgenden Jahren durch weitere Beschlüsse und Maßnahmen bekräftigt wurde. Nach der Stilllegung des Vereins führte Gompf dessen Informationsarbeit noch mehrere Jahre lang im Internet fort.
Gompf starb im Herbst 2013 nach kurzer schwerer Krankheit.

## Ehrungen und Auszeichnungen
Für ihren Beitrag zur Einigung Europas bekam Gompf im Februar 1992 den Preis Frauen Europas des Deutschen Rates der Europäischen Bewegung. Die Laudatio hielt die damalige Bundestagspräsidentin Rita Süssmuth.
1999 wurde Gompf das Bundesverdienstkreuz am Bande verliehen.

## Veröffentlichungen (Auswahl)
Bücher:
- Gundi Gompf: Englisch in der Grundschule: Schulversuche in der BRD, Frankreich, Schweden und der ČSSR (Dokumentationen zum in- und ausländischen Schulwesen 14, Deutsches Institut für Internationale Pädagogische Forschung). Beltz, Weinheim, Berlin, Basel 1971, ISBN 3-407-10216-X.
- Gundi Gompf: Englischunterricht auf der Primarstufe: Didaktische Modelle und Perspektiven (Untersuchungen zum in- und ausländischen Schulwesen 13, Deutsches Institut für Internationale Pädagogische Forschung). Beltz, Weinheim, Basel 1975, ISBN 3-407-65113-9.
- Gundi Gompf (Hrsg.): Englisch ab 3. Schuljahr: Ein Modell. Beltz, Weinheim, Basel 1980.
- Gundi Gompf (Hrsg.): Jahrbuch 90, Kinder lernen europäische Sprachen e. V. Klett, Stuttgart 1990, ISBN 3-12-589000-4.
- Gundi Gompf (Hrsg.): Fremdsprachenbeginn ab Klasse 3: Lernen für Europa. Cornelsen, Berlin 1992, ISBN 3-464-00647-6.
- Gundi Gompf, Edeltraud Meyer (Hrsg.): Fortschritte auf dem Weg zu einem frühen Fremdsprachenunterricht für alle (Jahrbuch 96, Kinder lernen europäische Sprachen e. V.). Klett, Leipzig 1996, ISBN 3-12-599010-6.
- Gundi Gompf, Edeltraud Meyer, Heinz Helfrich (Hrsg.): Zehn Jahre Kinder lernen europäische Sprachen e. V.: Bestandsaufnahme und Perspektiven (Jahrbuch 99, Kinder lernen europäische Sprachen e. V.). Klett Grundschulverlag, Leipzig, Stuttgart, Düsseldorf 1999, ISBN 3-12-599001-7.
- Gundi Gompf (Hrsg.): Fremdsprachenunterricht beginnt in der Grundschule (Jahrbuch 02, Kinder lernen europäische Sprachen e. V.). Klett Grundschulverlag, Leipzig 2002.

Fachartikel:
- Gundi Gompf: The Early Start of English: Recent trends and new directions in the Federal Republic of Germany. In: International Review of Education. Band 32, Nr. 1, 1986, S. 3–22.
- Gundi Gompf, Ursula Karbe: Erwerb von Fremdsprachen im Vorschul- und Primarschulalter. In: Handbuch Fremdsprachenunterricht. Band 3, 1995, S. 364–368.

Lehrwerke für die Schule:
- Gundi Gompf: Let’s begin, Teil 1: Englisch im 3. Schuljahr. Schroedel, Hannover 1970 (weitere Auflagen 1972/77).
- Gundi Gompf: Let’s begin, Teil 2: Englisch im 4. Schuljahr. Schroedel, Hannover 1971 (weitere Auflagen 1973/78).
- Gundi Gompf, Renate Fromm: Here we go: Unterrichtswerk für Englisch an der Grundschule, Teil 1. Klett, Stuttgart 1991 (Neubearbeitung 1999).
- Gundi Gompf, Renate Fromm: Here we go: Unterrichtswerk für Englisch an der Grundschule, Teil 2. Klett, Stuttgart 1992 (Neubearbeitung 1995).